# Sofia (namn)

Sofia Kovalevskaja.

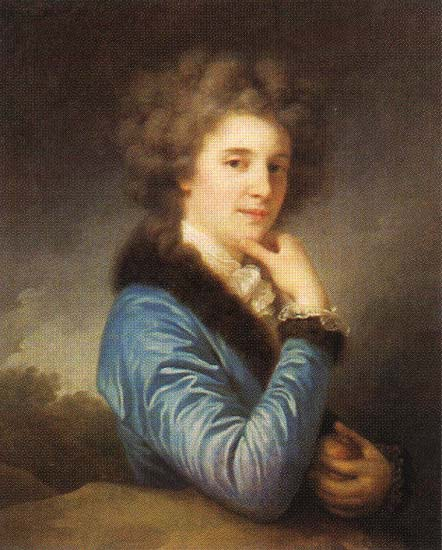
Zofia Potocka.

Kvinnonamnet Sofia, Sophia, Sofie, är av grekiskt ursprung och kommer från ordet sopheía som betyder 'vishet', 'visdom' eller 'den kloka'.
Namnet var mycket populärt i slutet av 1800-talet och början på 1900-talet. Även under 1990-talet hade namnet något av en modevåg igen. Som bäst låg det 1996 på 13:e plats i listorna. Den 31 december 2018 fanns det totalt 100 752 personer i Sverige med namnet Sofia . År 2003 fick 1621 flickor namnet, varav 442 fick det som tilltalsnamn.
Namnet Sofia/Sophia blev år 2001 framröstat som Sveriges vackraste flicknamn av Aftonbladets läsare. 
Sofia har namnsdag den 15 maj. I den finlandssvenska namnsdagslängden har Sofia namnsdag 15 maj sedan starten 1929, då en egen namnsdagskalender togs i bruk för finlandssvenskar. Sedan 2005 finns också parallellformen Sofie i den finlandssvenska namnsdagskalendern.
Fia är en kortform av Sofia, utan egen namnsdag. 2018 fanns det 986 kvinnor som hette Fia, varav 625 bar namnet som sitt tilltalsnamn .

## Varianter
- Sophia
- Sofie/Sofi
- Sophie (engelska, franska)
- Zofia (polska)
- Zofie
- Zsófia (ungerska)
- Sohvi (finska)
- Sofija (ryska)
- Sonja (ryskt smeknamn för Sofija)

## Kända personer med namnet Sofia/Sophia/Sophie

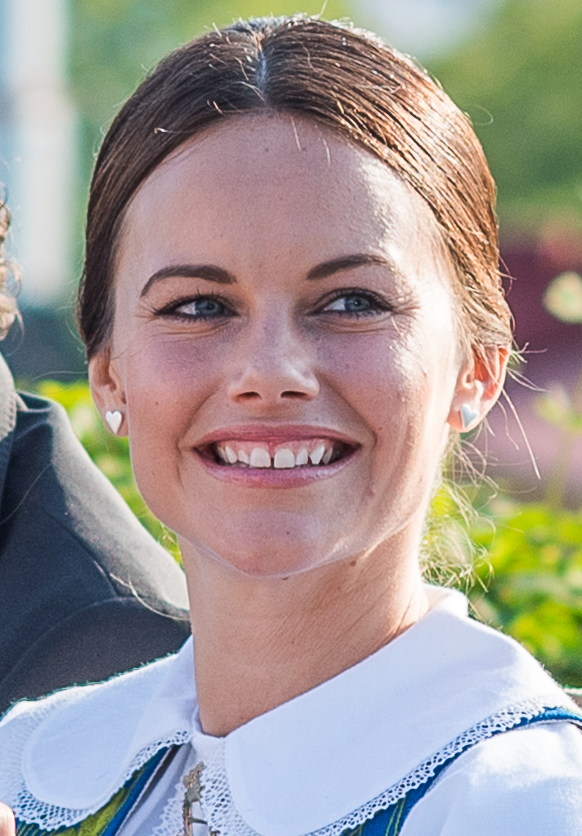
Prinsessan Sofia

- Prinsessan SofiaPrinsessan Sofia, svensk prinsessa född 1984
- Sophie Vasa, storhertiginna av Baden 1819, dotter till kung Gustav IV Adolf
- Sofia av Pfalz, kurfurstinna av Hannover, brittisk kungamoder,
- Sofia av Minsk, dansk drottning 1157
- Sofia av Holstein, hertiginna av Pommern.
- Sofia Dorotea av Hannover, drottning av Preussen.
- Sofia Eriksdotter av Danmark, svensk drottninggemål 1260 till kung Valdemar
- Sofia Magdalena av Danmark, svensk drottninggemål 1766 till kung Gustav III
- Sofia av Nassau, svensk drottninggemål 1872 till kung Oscar II
- Sofia Albertina av Sverige, dotter till kung Adolf Fredrik
- Sofia Eriksdotter, hertiginna av Mecklenburg, svensk prinsessa (1200-talet) dotter till kung Erik Knutsson
- Sofia Vasa, hertiginna av Sachsen-Lauenburg, svensk prinsessa 1547 dotter till kung Gustav Vasa
- Sofia Berg-Böhm, svensk skådespelare och sångare
- Sophia Bernadotte (Fleetwood), svensk friherrinna, barnbarn till Oscar II
- Sophie Bennett, australisk skådespelerska
- Sofia Berntson, svensk sångerska
- Sophia Bush, amerikansk skådespelerska
- Sofia Coppola, amerikansk regissör, manusförfattare och skådespelare
- Sofija Gubajdulina, rysk tonsättare
- Sophie Hansson, svensk simmare
- Sofia Helin, svensk skådespelare
- Sofia Jakobsson, svensk fotbollsspelare
- Sofia Jannok, sångare, låtskrivare
- Sofia Johansdotter (Gyllenhielm), kungadotter
- Sofia Karlsson, sångerska
- Sofia Karlsson (c), svensk politiker
- Sofia Karlsson (fi), svensk politiker
- Sofia Kovalevskaja, rysk matematiker och skönlitterär författare, verksam i Sverige
- Sofia Källgren, svensk sångare
- Sofia Ledarp, svensk skådespelare
- Sofia Lind, svensk längdåkare och vasaloppssegrare
- Sophia Loren, italiensk skådespelare
- Sofia Mabergs, svensk curlare, OS-guld 2018
- Sofia Mattson, svensk brottare
- Sophie Mereau, tysk poet
- Sofi Mchejan, armenisk sångare
- Sofia Paldanius, svensk kanotist
- Sofie Pedersen, dansk socialdemokratisk politiker
- Zofia Potocka, grekisk äventyrare, slav och spion
- Sofie Sager, svensk författare
- Sofie Skoog, svensk friidrottare
- Sofia Wistam, svensk programledare
- Sophie Xeon (1986–2021), en skotsk musiker, skivproducent, sångerska, låtskrivare och DJ
- Sofijah (artistnamn för Sofia Karlsson), svensk sångerska och rappare, som sedermera har blivit butikschef

## Fiktiva figurer med namnet Sofia/Sophia/Sophie
- Sophie Blixt, Suneserien, Sunes barndomsvän och flickvän